# La Compañía (kommun)
La Compañía är en kommun i Mexiko.   Den ligger i delstaten Oaxaca, i den sydöstra delen av landet, 400 km sydost om huvudstaden Mexico City.
Följande samhällen finns i La Compañía:
- La Compañía
- Agua Blanca
- La Y